# Eurocopter AS332 Super Puma
Eurocopter AS332 Super Puma (dnes Airbus Helicopters H215) je dvoumotorový  vrtulník střední velikosti vyvinutý firmami Aérospatiale a Eurocopter (nyní Airbus Helicopters). Jde o zvětšenou verzi původního Aérospatiale SA 330 Puma s jinými motory. První let proběhl v roce 1978 a v roce 1980 Super Puma jako hlavní vyráběný model nahradil typ SA 330 Puma. Vojenská verze Super Pumy je značena AS532 Cougar. V civilní službě byl nástupce AS 332 představen v roce 2004 - zvětšený typ Eurocopter EC225 Super Puma.

## Specifikace

### Technické údaje
- Posádka: 2
- Kapacita: 24 cestujících plus obsluha
- Délka: 16,79 m (včetně ocasního rotoru)
- Průměr nosného rotoru: 16,2 m
- Výška: 4,79 m
- Plocha rotoru: 206,12 m²
- Hmotnost prázdného stroje: 4 660 kg
- Užitečné zatížení: 4 490 kg
- Max. vzletová hmotnost: 9 150 kg
- Pohonná jednotka: 2× turbohřídelový motor Turbomeca Makila 1A2
- Výkon pohonné jednotky: 1 376 kW (1 845 shp)

### Výkony
- Maximální přípustná rychlost letu: 327 km/h
- Maximální rychlost: 277 km/h
- Cestovní rychlost: 247 km/h
- Dolet: 851 km
- Praktický dostup: 5 180 m
- Stoupavost: 7,4 m/s